# Łahodowscy herbu Korczak
Łahodowscy herbu Korczak – ród szlachecki pochodzenia rusińskiego herbu Korczak. Nazwisko rodowe pochodzi od miejscowości Łahodów, obecnie wsi w obwodzie lwowskim na Ukrainie.

## Przedstawiciele
- Wańko z Pohorelec i Stanimirza, w 1475 dziedzic części Miryszczowa, w 1494 wraz ze żoną Anną sprzedali Jasionów pod Oleskiem Piotrowi Oleskiemu za 300 grzywien
- Aleksander Wańko (1525–1574) – poborca lwowski, opiekun monasteru prawosławnego w Uniowie (obecnie Ławra Uniowska), na pomniku grobowym z białego marmuru na ścianie w północnej części cerkwi uniowskiej w XIX w. znajdował się napis: Tu łeżyt urożenyj Ałeksander Wanko Łahodowskij z Łahodowa[1],  żona – Barbara z Sienna Sienieńska herbu Dębno
- Zachariasz
- Andrzej – poborca i pisarz ziemski lwowski, w 1609 sprzedał miasto Pohorelcze, wsi Turkocin, Stanimierz, Dworzyska[2], Podhajczyki i Załuka za 33000 florenów Janowi Zamoyskiemu, arcybiskupowi metropolicie lwowskiemu
- Jan (zm. 1622) – kasztelan wołyński
- Kilian
- Andrzej – starosta bobrecki w 1649, podkomorzy derpcki
- Jakub Kalenik z Podhajec i Załuki, żona Borychna (Burneta) z Dobrzynic